# Melas (Sohn des Poseidon)
Melas (altgriechisch Μέλας Mélas) ist in der griechischen Mythologie ein Sohn des Gottes Poseidon und einer Nymphe auf der Insel Chios.
Laut einer Notiz des Dramatikers und Geschichtsschreibers Ion von Chios, die uns Pausanias überliefert, zeugte der Gott mit einer Nymphe nicht nur Chios, den eponymen Heros der Insel, sondern auch Melas und dessen Zwillingsbruder Agelos mit einer weiteren Nymphe auf der seinerzeit unbewohnten Insel. Dies alles trug sich nach Pausanias zu, bevor Oinopion mit seinen Söhnen Talos, Euanthes, Melas, Salagos und Athamas von Kreta auf Geheiß seines Großonkels Rhadamanthys nach Chios auswanderte.
Pseudo-Plutarch weiß von einem weiteren Sohn des Poseidon zu berichten, der ebenfalls Melas hieß und Namensgeber des zunächst Melas, später Nil genannten Flusses in Ägypten gewesen sein soll.